# Lijst van spelers van Willem II (mannen)
Dit is een lijst van voetballers die minimaal één officiële wedstrijd hebben gespeeld in het eerste elftal van de Nederlandse betaaldvoetbalclub Willem II of Sportclub Tilburg.

## A
- Uriël van Aalst
- Tinie van Aarle
- Kees Aarts
- Yassine Abdellaoui
- Asumah Abubakar
- Rochdi Achenteh
- Petar Ađanski
- Maikel Aerts
- Rudy Aerts
- Kemy Agustien
- Mehmet Akgün
- Atakan Akkaynak
- Sofian Akouili
- Jeffrey Altheer
- Taoufik Ameziane
- Jan l'Ami
- Lucas Andersen
- Bruno Andrade
- Vurnon Anita
- Pelé van Anholt
- Bruno Appels
- Willem van der Ark
- Samuel Armenteros
- Arno Arts
- Hans van Arum
- Norair Aslanyan
- Mathieu Assou-Ekotto
- Harrie van Asten
- Donis Avdijaj
- Jop van der Avert
- Ismail Azzaoui

## B
- Thomas Bælum
- Istvan Bakx
- Bennie Bartelink
- Ton Basters
- Clemens Bastiaansen
- Joost van Beckhoven
- Toon Becx
- Sven van Beek
- Hendrik van Beelen
- Casper van Beers
- Piet van Beers
- Raffael Behounek
- Jan Beks
- Ton Beljon
- André Bergman
- Arne van de Berg
- Cees van den Berg
- Connor van den Berg
- Joop van den Berg
- Walter van den Bergh
- Emil Bergström
- Niels van Berkel
- Giorgio Berkleef
- Henk van Berlo
- Nigel Bertrams
- Tinus van Beurden
- Bart Biemans
- Johan Bijnen
- Johan van Bijsterveld
- Piet van Bladel
- Danny Blankers
- Kevin Bobson
- Adrie Bogers
- Victor van den Bogert
- Jeremy Bokila
- Mariano Bombarda
- Willy van Bommel
- Marcel Bontekoe
- Branco van den Boomen
- Jan Boor
- Guus van der Borgt
- Jesse Bosch
- Cees Botermans
- Elbekay Bouchiba
- Nabil Bouchlal
- Jan Bouman
- Saïd Boutahar
- Ruud Boymans
- Bram Braam
- Robert Braber
- Mattijs Branderhorst
- Kees Brands
- Kevin Brands
- Fred Bravenboer
- Martin Breuer
- Jef Briaire
- Ad Brocken
- Bud Brocken
- André Broeks
- Jos Broers
- Jorn Brondeel
- Ruud Brood
- Jan Brooijmans
- Gerard Brouns
- Frank de Brouwer
- Wim Bruens
- Frank Brugel
- Marciano Bruma
- Frank van Brunschot
- Sjel de Bruyckere
- Gilbert Buddemeijer
- Jeu van Bun
- Louis Burhenne
- Kees van Buuren
- Wilco van Buuren

## C
- Jerson Cabral
- Andreas Calcan
- Jimmy Calderwood
- Scott Calderwood
- Tom Caluwé
- Jatto Ceesay
- Pedro Chirivella
- Arjan Christianen
- Patrick Cohen
- Frits Copal
- Tim Cornelisse
- Dušan Ćosić
- Karim Coulibaly
- Erwin Cramer
- Constant Cremer
- Cristiano
- Jordy Croux
- Daniel Crowley
- Jan Cruijssen

## D
- Jan van Daal
- Rob van Daal
- Jasper Dahlhaus
- Stefan van Dam
- Henk Damen
- Wessel Dammers
- Damil Dankerlui
- Maxim Deckers
- Gerrie Deijkers
- Sven Delanoy
- Mousa Dembélé
- Frank Demouge
- Hans Denissen
- Romano Denneboom
- Stijn Derkx
- Fernando Derveld
- Boy Deul
- Thomas Didillon-Hödl
- René Dijckmans
- Peter van Dijk
- Piet van Dijk
- Virgil van Dijk
- Mitchell Dijks
- Gerrie Dijkstra
- Meindert Dijkstra
- Cees Dikmans
- Daan van Dinter
- Mitchell Donald
- Ruud Donders
- Ad van Dongen
- Frans van der Dongen
- Brian Louie Donowa
- Nick Doodeman
- Theo van Doremalen
- Darl Douglas
- Jan Druyts
- Chris van den Dungen

## E
- Bart Van den Eede
- Rens van Eijden
- Hans Eijkenbroek
- Nico van Elderen
- Jan Engel
- Willy Engel
- Wim Engel
- Eyong Enoh

## F
- Stefan Fabrie
- Erik Falkenburg
- Nagib El Farougi
- Mark Farrington
- Amar Fatah
- Csaba Fehér
- Chris Feijt
- Walter Ferreira
- John Feskens
- Jim van Fessem
- Jef Fijnaut
- Jan Formannoy
- Rinus Formannoy

## G
- Tomáš Galásek
- Jean-Paul van Gastel
- Martin van Geel
- Marco Gentile
- Harrie van Gerwen
- Jan van Gestel
- Leo Ghering
- Jack de Gier
- Wanny van Gils
- Cyp Gimbrère
- Paul Gladon
- Ulrich van Gobbel
- Edwin Godee
- Toon van Gool
- Koos de Gooyer
- Kees Govers
- Bert Gozems
- Žarko Grabovac
- Giovanni Gravenbeek
- Christophe Grégoire
- Bart Griemink
- Rob van Griensven
- Donny de Groot
- Rini de Groot
- Danny Guijt
- Cedric van der Gun
- George Gussenhoven
- Chris Guthrie

## H
- Albert van der Haar
- Philipp Haastrup
- Winston Haatrecht
- Anouar Hadouir
- Robbie Haemhouts
- Dom Hakkens
- Juha Hakola
- Peter van Hal
- Denis Halilović
- Nico van Ham
- Mounir El Hamdaoui
- Mohamed El Hankouri
- Johan Havermans
- Thom Haye
- Hans Heeren
- Marco Heering
- Freek Heerkens
- Sjef Heerkens
- Loek Heestermans
- Janus van Heeswijk
- Jan-Arie van der Heijden
- Chris van der Heijden
- Richard van der Heijden
- Jan van Helden
- Reinder Hendriks
- Terry Hendriks
- Edwin Hermans
- Erwin Hermes
- Jonas Heymans
- Delano Hill
- Jeredy Hilterman
- Harrie Hilverts
- Marc van Hintum
- Marc Höcher
- Wim Hofkens
- Nicky Hofs
- Arno Hofstede
- Ryan Holman
- Sebastian Holmén
- Cyril Holtkamp
- Robert Hoofs
- Noud Hopmans
- Jan Hordijk
- Jizz Hornkamp
- Wim van der Horst
- Gerrit Horsten
- Jayden Houtriet
- Arthur Hoyer
- Mats van Huijgevoort
- Con Hultermans
- Guus Hupperts
- Corné Hutten
- Lars Hutten
- Leon Hutten
- Johan Huybregts
- Sami Hyypiä

## I
- Bert van Ierland
- Kristof Imschoot
- Ricardo Ippel
- Alexander Isak

## J
- Johnny Jacobsen
- Kew Jaliens
- Gaby Jallo
- Rangelo Janga
- Jens Janse
- Bart Jansen
- Roland Jansen
- Frans Janssen
- Chris Janssens
- Eddy Jaspers
- Dragan Jelič
- Ulrik Yttergård Jenssen
- Harry Jeurninck
- Aurélien Joachim
- David Johnson
- Alex de Jong
- Dave de Jong
- Frenkie de Jong
- Jan de Jong
- Piet de Jong
- Rob de Jong
- Patrick Joosten
- Guus Joppen

## K
- Elton Kabangu
- Anouar Kali
- Argyris Kampetsis
- Noud de Kanter
- Vural Karabulut
- Ibrahim Kargbo
- Andy Kawaya
- Dennis Kaygın
- Joe Keenan
- Emilio Kehrer
- Stephan Keller
- Jonas Van Kerckhoven
- Zsombor Kerekes
- Gábor Keresztes
- Abdenasser El Khayati
- Anno de Kleine
- Ruben Kogeldans
- Mats Köhlert
- Derrick Köhn
- Thomas Kok
- Joonas Kolkka
- Dimitris Kolovos
- Marko Kolsi
- Bert Konterman
- Coy Koopal
- Dico Koppers
- Jukka Koskinen
- Frank van Kouwen
- Michel Kreek
- Kees Krijgh (junior)
- Kristófer Kristinsson
- Erik de Kruijk
- Jelle van Kruijssen
- Nicky Kuiper
- Vladan Kujović
- Harmen Kuperus
- Wim Kustermans

## L
- Amine Lachkar
- Darryl Lachman
- Boris Lambert
- Georg Lambert
- John Lammers
- Veli Lampi
- Kostas Lamprou
- Andreas Landgren
- Rob Landsbergen
- Denny Landzaat
- Gerrit Laros
- Louis Laros
- Andreas Lasnik
- Marc Latupeirissa
- Wil van Lee
- Huub de Leeuw
- Michael de Leeuw
- Stefan van der Lei
- Henk Lelieveld
- Hub Lenzen
- Christophe Lepoint
- William Leppers
- Thibaut Lesquoy
- Hans Leushuis
- Evgeniy Levchenko
- Fernando Lewis
- Elmo Lieftink
- Maarten van Lieshout
- Ruben Ligeon
- Josimar Lima
- Arie van der Linden
- Jop van der Linden
- Remco van der Linden
- Ad Linkels
- Junior Livramento
- Pol Llonch
- Huub Loeffen
- David Loggie
- Bas van Loon
- Frans van Loon
- Perr van Loon
- Frits Louer
- Corné Lucassen
- Wojciech Łuczak
- Kilian Ludewig
- Bart van der Luijtgaarden
- Ben van de Luijtgaarden
- Jan van de Luijtgaarden
- Frans van de Luijtgaarden
- Jeroen Lumu

## M
- Tinus Maas
- Kevin Maddock
- Niki Mäenpää
- Alexander Maes
- Fons Mallien
- Kris Mampaey
- Reimond Manco
- Danny Marcus
- Youssef Mariana
- Louis Marse
- Theo Martens
- Angelo Martha
- Christophe Martin
- Dani Mathieu
- Ed Mathieu
- Justin Mathieu
- Jens Mathijsen
- Joris Mathijsen
- Danny Mathijssen
- Ivica Matijašić
- Rik Matthys
- Rob McDonald
- James McGarry
- Daniël van Meer
- Emile van de Meerakker
- Ringo Meerveld
- Marcel Meeuwis
- Hans Meeuwsen
- Wim van der Meijden
- Thomas Meißner
- Jef Mertens
- Henk Mes
- Ali Messaoud
- Mohamed Messoudi
- Henk van Meteren
- Otto Methorst
- Rini Mettes
- David Meul
- Léon Meys
- Mourad Mghizrat
- Nikos Michelis
- Ken van Mierlo
- Toine van Mierlo
- Virgil Misidjan
- Blagoje Mitić
- Oscar Moens
- Gerard Möller
- Harry Mommers
- Jo Mommers
- Sanny Monteiro
- Wim Moonen
- Frank van Mosselveld
- George Mourad
- Ibad Muhamadu
- Hans Mulder
- Jürgen Müller
- Arijanet Murić
- Kiki Musampa
- Marko Muslin
- John Mutsaers

## N
- Mike Trésor Ndayishimiye
- Henny Neefs
- Piet van Neer
- Toon Nelemans
- Casper Nelis
- Miquel Nelom
- Adam Nemec
- Steef Nieuwendaal
- Bart Nieuwkoop
- Jos van Nieuwstadt
- Stefan Nijland
- Milan Nikolić
- Rob Nizet
- Bas van Noortwijk
- Frie Nouwens
- Ché Nunnely
- Jeffrey van Nuland
- Camille Nys

## O
- Bertus van den Oever
- Bartholomew Ogbeche
- Justin Ogenia
- Funso Ojo
- Terell Ondaan
- Rob Oomens
- Joop Ooms
- Joop Oostdam
- Thijs Oosting
- Toon van Orsouw
- Max van Os
- Geert den Ouden
- Obbi Oulare
- Marc Overmars
- Leeroy Owusu
- Aras Özbiliz
- Özcan Özkaya

## P
- Jelte Pal
- Diego Palacios
- Gé Paulussen
- Vangelis Pavlidis
- Tristan Peersman
- Marlon Pereira Freire
- Jordens Peters
- Mitchell Piqué
- Miodrag Pivaš
- Wiljan Pluim
- Jens Podevijn
- Rydell Poepon
- Gerrit Pressel
- Marino Promes
- Geoffrey Prommayon
- Ad van Puyenbroek
- Louis de Puyt

## Q
- Paul Quasten
- João Queirós
- James Quinn
- Jhonny Quiñónez

## R
- Roger Raeven
- Adil Ramzi
- Khaled Razak
- Iwan Redan
- Ronnie Reniers
- Martijn Reuser
- Bohumil Richtrmoc
- Don van Riel
- Ben Rienstra
- Maceo Rigters
- Ruud van der Rijt
- Jacques Roelandt
- Godfried Roemeratoe
- Frans Roemgens
- Jan van Roessel
- Ronald Rombouts
- Ole Romeny
- Hennie de Romijn
- Ron de Roode
- Giedus van Roosendaal
- Henk van Rooij
- Jan den Rooijen
- Eric van Rossum
- Gerard de Ruiter
- Robbin Ruiter
- Dylan Ryan

## S
- Lesly de Sa
- Dries Saddiki
- Görkem Sağlam
- Ben Sahar
- Vajebah Sakor
- Dragan Samardžić
- Cisse Sandra
- Ousmane Sanou
- Mark Santegoets
- Ryan Sanusi
- Ger Saris
- Danny Schenkel
- Mark Schenning
- Maurice Schilten
- Vincent Schippers
- Sidney Schmeltz
- Gerd Schobert
- Louis Schollaert
- Erik Schouten
- Danny Schreurs
- Joeri Schroijen
- Dennis Schulp
- Charles Schutter
- Jari Schuurman
- Tarik Sektioui
- Lindon Selahi
- Willy Senders
- Björn Sengier
- Gerson Sheotahul
- Dmitri Shoukov
- Rúnar Þór Sigurgeirsson
- Regillio Simons
- Ian Smeulers
- Arvid Smit
- Dave Smits
- Joshua Smits
- Ricardo Smits
- Ad Smolders
- Jan Smolders
- Bas Smulders
- Gust Smulders
- Genaro Snijders
- Leo Snijders
- Ton Soffers
- Fran Sol
- Imdat Solmaz
- Antoon van Son
- Jos van Son
- Toon van Son
- Sekou Soumah
- Wesley Spieringhs
- Harrie Spijkers
- Janus Spijkers
- Fabian Sporkslede
- Tommy St. Jago
- Jan Stabel
- André Stafleu
- Frans Stallen
- Jaap Stam
- Wout van Steenveldt
- Piet Stevens
- Earnest Stewart
- Mark Steyaert
- Jacques van Stippent
- Cor Stolzenbach
- Bart Stovers
- Frank van Straalen
- Karel Straatman
- Jan Straten
- Georgios Strezos
- David Střihavka
- Piet Strijbosch
- Max Svensson
- Frank van der Struijk
- Wil Swaans
- Arjan Swinkels
- Ruud Swinkels
- Mohammed Sylla
- Youssuf Sylla
- István Szekér

## T
- Renato Tapia
- Bert Teunissen
- William Thijssen
- Kees van Tilburg
- Piet Timmermans
- Mickaël Tirpan
- Derrick Tshimanga
- Konstantinos Tsimikas
- Nico van Turnhout
- Herman Tyssen

Wil van Turnhout

## U
- Bartek Urbanski
- Rob Uytermerk

## V
- Kyan Vaesen
- José Valencia
- Mark Valentijn
- Marcel Valk
- Ratko Vansimpsen
- Jan van der Veen
- Henri van der Vegt
- Guy Veldeman
- Marc van der Velden
- Nick van der Velden
- John Veldman
- Etien Velikonja
- Veloso
- Mitch van der Ven
- Peter van de Ven
- Ton van de Ven
- Bert Verhagen
- Davino Verhulst
- Ton Verkerk
- Karel Vergunst
- Kenneth Vermeer
- Valentino Vermeulen
- Matthias Verreth
- Gerrit Verreyt
- Pim Versluys
- Lambert Verwijst
- Charlton Vicento
- Raymond Victoria
- Hans Vincent
- Wil Vissers
- Jordy Vleugels
- Geert De Vlieger
- Gerrit Voges
- Niels Vorthoren
- Henk Vos
- Ron Vos
- Niek Vossebelt
- Henk Vriens
- Marios Vrousai
- Andy van Vugt
- Thomas Verheydt

## W
- Max de Waal
- Jasper Waalkens
- Janus Wagener
- Jo Walhout
- Ken Watanabe
- Nuelson Wau
- Jan van Wees
- Wout Weghorst
- Timon Wellenreuther
- Hans Werdekker
- Farley Westphal
- Ad van de Wiel
- Gerard Wielaert
- Giliano Wijnaldum
- Arnaud Wijnen
- Robin Wijngaarde
- Clyde Wijnhard
- Jonathan Wilmet
- Ulrich Wilson
- Wim Wisse
- Gerrit de Wit
- Paweł Wojciechowski
- René Wolffs
- Michael Woud
- Lucas Woudenberg
- Jos van der Wouw
- Kwasi Okyere Wriedt
- Dries Wuytens
- Stijn Wuytens

## Y
- John Yeboah
- Cemal Yılmaz

## Z
- Rowin van Zaanen
- Renan Zanelli
- Kurt Zaro
- Simon van Zeelst
- Sergio Zijler
- Richairo Živković
- Piet de Zoete
- Peter Zoïs
- Patrick van Zundert
- Rick Zuijderwijk
- Louis de Zwart